# Psychologia kliniczna
Psychologia kliniczna – dział psychologii stosowanej zajmujący się profilaktyką, diagnostyką i terapią zaburzeń psychicznych i zaburzeń zachowania, czyli zaburzeniami w regulacji stosunków człowieka z jego otoczeniem.
Za ojca psychologii klinicznej uważa się Lightnera Witmera, który w roku 1896 założył na Uniwersytecie Pensylwanii w Filadelfii pierwszą klinikę psychologiczną. Stosowaną przez siebie metodę badań określał mianem klinicznej, co oznaczało indywidualne badanie pacjenta.
Psychologia kliniczna szczególnie interesuje się zdrowiem psychicznym, jego normą i patologią, a więc psychopatologią, sposobami określania i diagnozowania takiej normy i patologii, jak też czynnikami wpływającymi na ten proces diagnostyczny. Psychologia kliniczna zajmuje się także stresem i sytuacjami kryzysowymi, które nie mieszczą się w obszarze klasycznie rozumianej psychopatologii. Bada wpływ czynników psychologicznych na powstawanie i przebieg chorób (zarówno psychicznych, jak i somatycznych), a także wpływ choroby na stan psychologiczny. Również zgłębia psychospołeczne uwarunkowania procesu leczenia (także farmakologicznego) i zdrowienia, czy problematykę jakości kontaktu między lekarzem a pacjentem. Interesuje się wreszcie sposobami wykorzystania wiedzy psychologicznej do usprawnienia przebiegu leczenia, do poradnictwa i pomocy osobom zdrowym i chorym w sferze zachowania się i psyche, a zwłaszcza specyficznymi formami takich oddziaływań, jakimi są psychoterapia, interwencja kryzysowa, rehabilitacja, psychoedukacja itp., co łącznie określa się obecnie mianem pomocy psychologicznej. W stosunku do innych działów nauk psychologicznych, oprócz obszarów tutaj już wspomnianych, psychologia kliniczna znajduje się blisko psychometrii, psychologii zdrowia, psychologii osobowości, oraz psychologii rozwojowej – zarówno w zakresie rozwoju dziecka, jak i rozwoju człowieka dorosłego, oraz starzenia się.
W sferze stosowanej, praktycznej, psychologia kliniczna to wykonywanie zawodu psychologa w służbie zdrowia. Możemy wyróżnić następujące działy psychologii klinicznej (każdy z nich stanowi odrębną specjalizację zawodową):
- psychologia kliniczna dzieci i młodzieży,
- psychologia kliniczna człowieka dorosłego w psychiatrycznej ochronie zdrowia,
- psychologia kliniczna człowieka dorosłego w niepsychiatrycznej ochronie zdrowia,
- psychologia kliniczna człowieka dorosłego w neurologicznej ochronie zdrowia (krócej: neuropsychologia).

W ostatnich latach coraz bardziej wyraźne stają się odmienne problemy i zadania szczegółowe różnicujące obszar niepsychiatrycznej (i nie neurologicznej) psychologii klinicznej, choć nie podlegają one oficjalnie dalszej specjalizacji zawodowej. Różnice te dotyczą psychologii klinicznej w kardiologii, onkologii, rehabilitacji, chirurgii, jak i w zakresie problematyki uzależnień. Istnieją opracowane odrębne programy wsparcia, psychoterapii, rehabilitacji i edukacji w zakresie zaburzeń kardiologicznych oraz onkologicznych (np. Program Simontona). Efektywne i umiejętne stosowanie tych systemów oddziaływań wymaga dobrej ich znajomości oraz doświadczenia w pracy z daną, specyficzną populacją pacjentów, cierpiących na podobne schorzenia somatyczne. Także odróżnia się praktykę psychologiczną w zakresie uzależnień od innej działalności klinicznej. Polska jest jednym z państw, które wydają znaczne sumy pieniędzy na profilaktykę, pomoc i terapię osób uzależnionych od alkoholu. Nieco odmienne założenia leżą u podstaw pracy z osobami uzależnionymi od innych narkotyków (obie populacje różnią się znacznie w zakresie uwarunkować osobowości i mechanizmów psychopatologicznych). Także w obrębie neuropsychologii istnieje rozdział na neuropsychologię dzieci i osób dorosłych. W przypadku tej pierwszej specjalności, oprócz pomocy dzieciom z nabytym uszkodzeniem mózgu, przed psychologami klinicznymi stoją także problemy diagnozy i orzecznictwa w zakresie zaburzeń rozwojowych (co wymaga ogromnej i złożonej wiedzy na temat prawidłowości rozwoju dziecka), łącznie z dysleksją rozwojową i ADHD. W Polsce najdłuższą tradycję ma jednak psychiatryczna psychologia kliniczna. W wielu ośrodkach leczenia psychiatrycznego wypracowano efektywną współpracę między lekarzami a psychologami.
Wśród podstawowych zadań, jakie stawia się przed psychologiem klinicznym pracującym w szpitalu, można wyróżnić:
- zadania nieformalne: polegają one na lepszym poznaniu danego pacjenta jako człowieka, poznaniu jego charakteru, stanu emocjonalnego, potrzeb, obaw i wątpliwości. Jeżeli sytuacja tego wymaga, psycholog zazwyczaj krótko i zwięźle przekazuje esencję swoich spostrzeżeń innym członkom zespołu leczącego, lekarzowi prowadzącemu, rehabilitantowi, czy personelowi pielęgnującemu (z poszanowaniem tajemnicy zawodowej), za sprawą czego dany pacjent, jego objawy i potrzeby są lepiej rozumiane, zaś proces leczenia staje się znacznie skuteczniejszy. Psycholog również udziela wsparcia emocjonalnego, jak również potrafi uspokoić i wyjaśnić, na czym polega choroba, jakie są jej konsekwencje, w jaki sposób z nią sobie radzić itd. Przykładowo, w chorobach kardiologicznych istnieje potrzeba zmodyfikowania stylu życia aby zapobiec jeszcze poważniejszym kłopotom ze zdrowiem, co może budzić lęk i niepewność, zwłaszcza, gdy człowiek nagle zachoruje i nagle dowie się o swojej chorobie. Warto podkreślić, że psycholog nie udziela lekceważących rad w stylu „wszystko będzie dobrze”, ma obowiązek przedstawiać rzeczywisty obraz choroby, oraz realne możliwości radzenia sobie z nią, dostosowane do indywidualnej specyfiki konkretnego człowieka. W tym zakresie zastosowanie szczególnie ma rozmowa i obserwacja psychologiczna.
- zadania formalne: polegają na przeprowadzeniu formalnego badania psychologicznego z wykorzystaniem metod psychometrycznych. Niekiedy wymagane jest dokładne określenie ilorazu inteligencji, psychometryczne badanie osobowości i stanu emocjonalnego, niekiedy też niezbędne jest wykonanie przesiewowego badania funkcji poznawczych w celu określenia prawdopodobieństwa występowania deficytów organicznych. Cel takiego postępowania jest identyczny jak w przypadku celów nieformalnych, z tym, że tutaj jest on realizowany z wyższą precyzją i może zostać udokumentowany w historii choroby, jak i wyrażony w postaci wyniku ilościowego, dzięki czemu można porównywać wyniki badań psychologicznych w czasie. Drobiazgowe badania psychologiczne powinny być wykonywane tylko, gdy istnieje określona potrzeba, aby w ten sposób móc efektywnie wykorzystać czas pracy, jak również nie narażać pacjentów na niepotrzebny stres i wysiłek (lub też bezpośrednią konfrontację z faktem, że w pewnych obszarach wykazują deficyty intelektualne). Do zadań formalnych zaliczyć można również stosowanie oddziaływań terapeutycznych (np. prowadzenie psychoterapii).